# Peter Bethlenfalvy
Peter Bethlenfalvy est un homme d'affaires et politique provincial canadien de l'Ontario.

## Biographie
Né à Montréal au Québec de parents immigrants de Hongrie, Bethlenfalvy réalise une formation en physiologie à l'Université McGill et une maîtrise à l'Université de Toronto.
Après, il sert comme investisseur en chef de CST Consultants Inc. ainsi que vice-président senior de régulation financière de Manulife Financial et co-président de DBRS, une agence de notation financière qui descendit la cote de l'Ontario en 2009. Enfin, il travaille comme président et directeur-général de la section sécurité de la Banque Toronto-Dominion basée à New York.

## Politique
Élu député progressiste-conservateur de la circonscription de Pickering—Uxbridge en 2018, il devient président du  Conseil du Trésor (en) en juin 2018.